# 德爾切夫峰

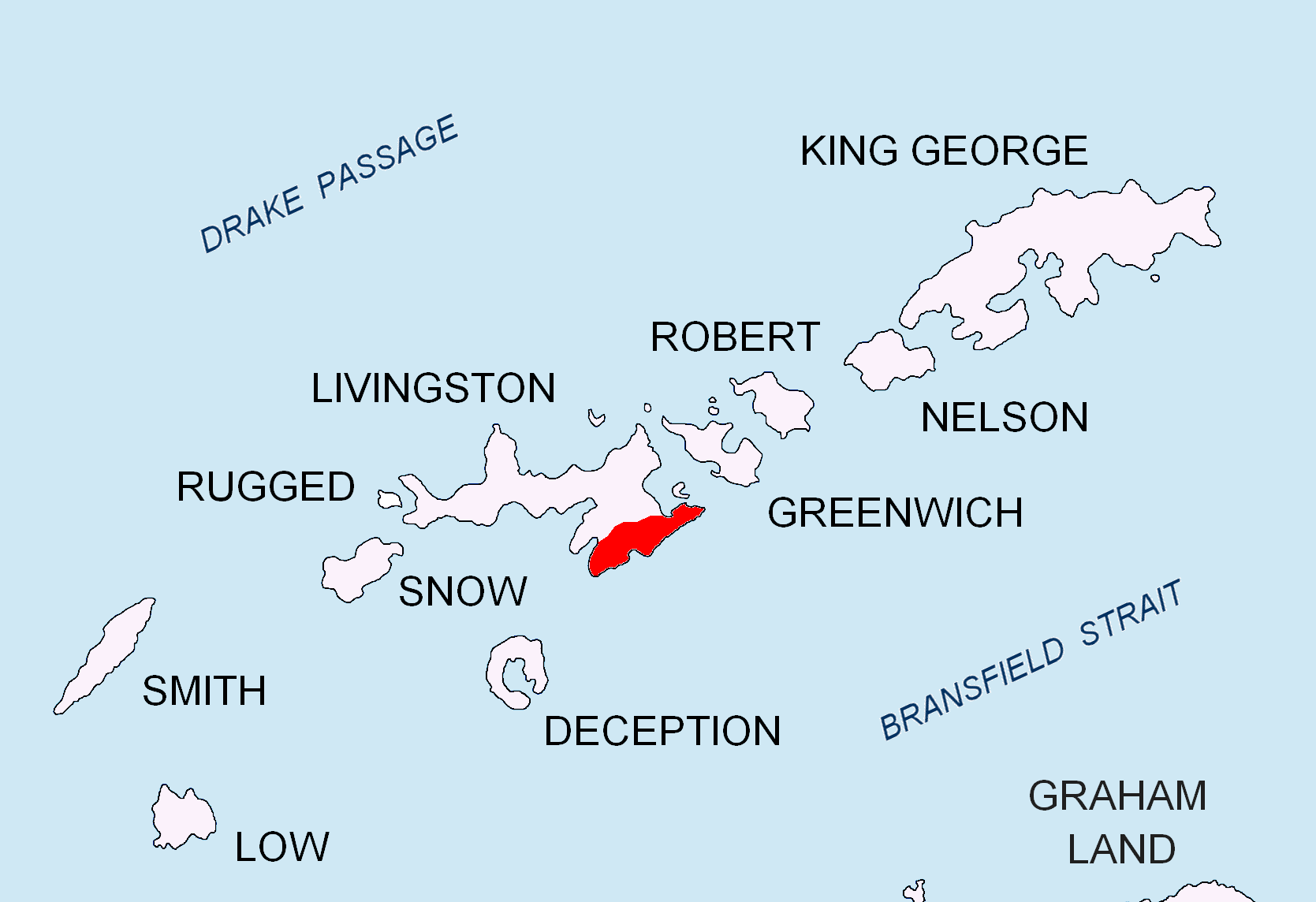

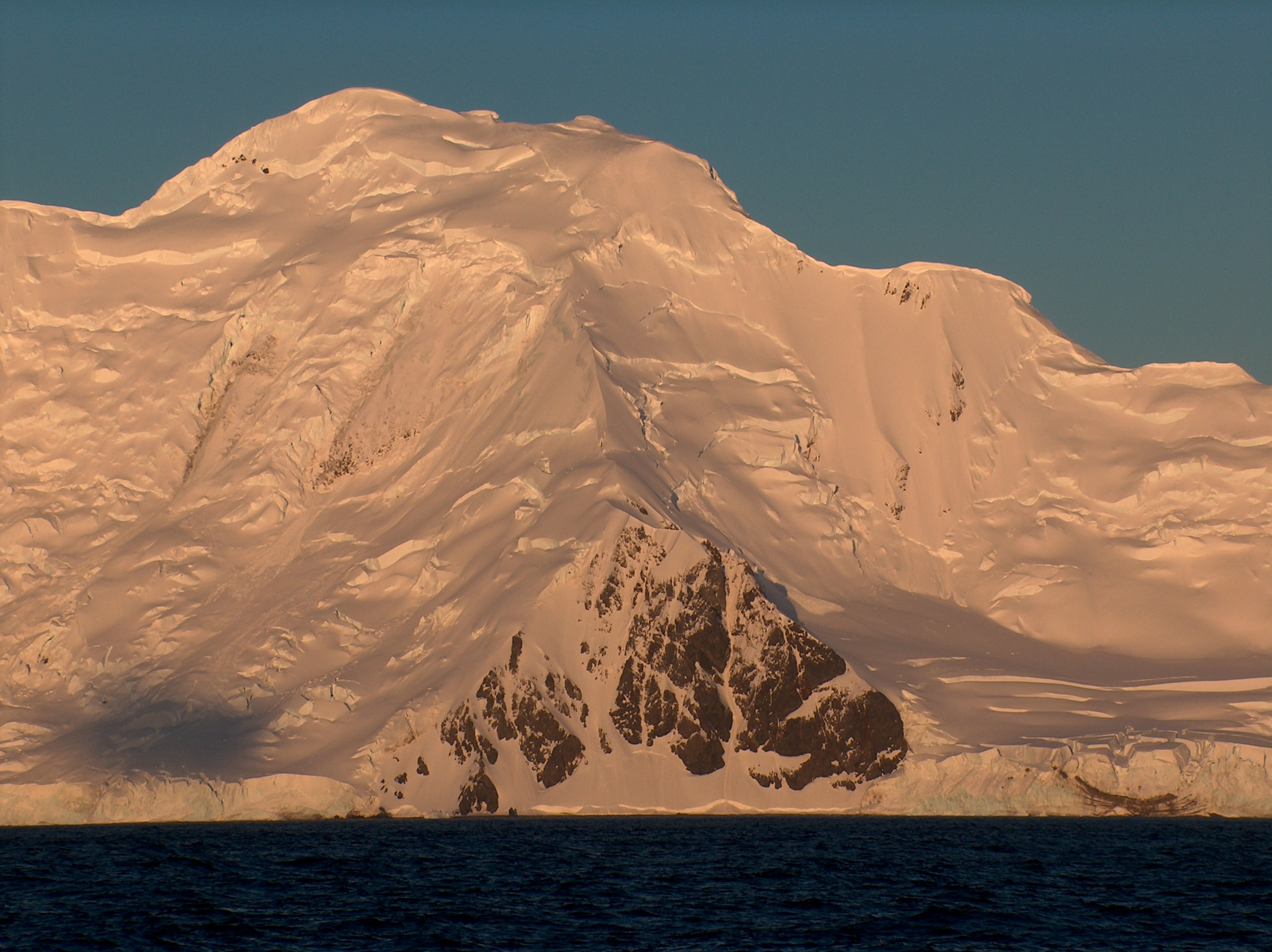

德爾切夫峰（英語：Delchev Peak）是南極洲的山峰，位於南設得蘭群島的利文斯頓島，屬於騰格里山脈的一部分，是德爾切夫嶺的最高點，海拔高度約940米。